# Бундзи
Бундзи (яп. 文治 бундзи) — девиз правления (нэнго) японского императора Го-Тоба, использовавшийся с 1185 по 1190 год .
На эру приходится завершающий этап войны Тайра и Минамото (1180—1185). В сложившейся ситуации двоевластия, в стране соседствовало сразу две системы летосчисления. Согласно календарю рода Тайра, в 1182—1185 годах продолжалась эра Дзюэй.

## Продолжительность
Начало и конец эры.
- 14-й день 8-й луны 2-го года Гэнряку (по юлианскому календарю — 9 сентября 1185);
- 11-й день 4-й луны 6-го года Бундзи (по юлианскому календарю — 16 мая 1190).

## Происхождение
Название нэнго было заимствовано из классического древнекитайского сочинения Ли цзи:「湯以寛治民、而除其虐、文王以文治.

## События
даты по юлианскому календарю
- 1185 год (1-й год Бундзи) — произошёл разлад между братьями Ёритомо и Ёсицунэ, в результате которого последнему пришлось покинуть столицу[5];
- 31 мая 1185 года (1-й день 5-й луны 1-го года Бундзи) — прежняя императрица Кэнрэймонъин, мать покойного императора Антоку, постриглась в монахини[6];
- 22 декабря 1185 года (29-й день 11-й луны 1-го года Бундзи) — императорский двор официально одобрил создание сёгуната Камакура в регионе Канто;
- 1186 год (4-я луна 2-го года Бундзи) — император-инок Го-Сиракава посетил Кэнрэймонъин в горах Оохара[7];
- 1189 год (5-й год Бундзи) — казнь Тайры Рокудая, последнего представителя рода Тайра[8].

## Сравнительная таблица
Ниже представлена таблица соответствия японского традиционного и европейского летосчисления. В скобках к номеру года японской эры указано название соответствующего года из 60-летнего цикла китайской системы гань-чжи. Японские месяцы традиционно названы лунами.
| 1-й год Бундзи (Деревянная Змея)      | 1-я луна        | 2-я луна*  | 3-я луна  | 4-я луна* | 5-я луна*             | 6-я луна  | 7-я луна* | 8-я луна               | 9-я луна*   | 10-я луна  | 11-я луна | 12-я луна     |                |
| 4-й год Дзюэй                         | 1-я луна        | 2-я луна*  | 3-я луна  | 4-я луна* | 5-я луна*             | 6-я луна  | 7-я луна* | 8-я луна               | 9-я луна*   | 10-я луна  | 11-я луна | 12-я луна     |                |
| ------------------------------------- | --------------- | ---------- | --------- | --------- | --------------------- | --------- | --------- | ---------------------- | ----------- | ---------- | --------- | ------------- | -------------- |
| Юлианский календарь                   | 2 февраля 1185  | 4 марта    | 2 апреля  | 2 мая     | 31 мая                | 29 июня   | 29 июля   | 27 августа             | 26 сентября | 25 октября | 24 ноября | 24 декабря    |                |
| 2-й год Бундзи (Огненная Лошадь)      | 1-я луна*       | 2-я луна   | 3-я луна* | 4-я луна  | 5-я луна*             | 6-я луна* | 7-я луна  | 7-я луна* (високосная) | 8-я луна*   | 9-я луна   | 10-я луна | 11-я луна     | 12-я луна*     |
| Юлианский календарь                   | 23 января 1186  | 21 февраля | 23 марта  | 21 апреля | 21 мая                | 19 июня   | 18 июля   | 17 августа             | 15 сентября | 14 октября | 13 ноября | 13 декабря    | 12 января 1187 |
| 3-й год Бундзи (Огненная Коза)        | 1-я луна        | 2-я луна   | 3-я луна* | 4-я луна  | 5-я луна*             | 6-я луна* | 7-я луна* | 8-я луна               | 9-я луна*   | 10-я луна  | 11-я луна | 12-я луна*    |                |
| Юлианский календарь                   | 10 февраля 1187 | 12 марта   | 11 апреля | 10 мая    | 9 июня                | 8 июля    | 6 августа | 4 сентября             | 4 октября   | 2 ноября   | 2 декабря | 1 января 1188 |                |
| 4-й год Бундзи (Земляная Обезьяна)    | 1-я луна        | 2-я луна   | 3-я луна  | 4-я луна* | 5-я луна*             | 6-я луна  | 7-я луна* | 8-я луна               | 9-я луна*   | 10-я луна* | 11-я луна | 12-я луна     |                |
| Юлианский календарь                   | 30 января 1188  | 29 февраля | 30 марта  | 29 апреля | 28 мая                | 26 июня   | 26 июля   | 24 августа             | 23 сентября | 22 октября | 20 ноября | 20 декабря    |                |
| 5-й год Бундзи (Земляной Петух)       | 1-я луна*       | 2-я луна   | 3-я луна  | 4-я луна* | 4-я луна (високосная) | 5-я луна* | 6-я луна  | 7-я луна*              | 8-я луна    | 9-я луна*  | 10-я луна | 11-я луна*    | 12-я луна      |
| Юлианский календарь                   | 19 января 1189  | 17 февраля | 19 марта  | 18 апреля | 17 мая                | 16 июня   | 15 июля   | 14 августа             | 12 сентября | 12 октября | 10 ноября | 10 декабря    | 8 января 1190  |
| 6-й год Бундзи (Металлическая Собака) | 1-я луна*       | 2-я луна   | 3-я луна* | 4-я луна  | 5-я луна              | 6-я луна* | 7-я луна  | 8-я луна*              | 9-я луна    | 10-я луна* | 11-я луна | 12-я луна*    |                |
| Юлианский календарь                   | 7 февраля 1190  | 8 марта    | 7 апреля  | 6 мая     | 5 июня                | 5 июля    | 3 августа | 2 сентября             | 1 октября   | 31 октября | 29 ноября | 29 декабря    |                |

* звёздочкой отмечены короткие месяцы (луны) продолжительностью 29 дней. Остальные месяцы длятся 30 дней.